# Peter Ferbrache
Peter Ferbrache (1925 - Groningen, 28 juni 1960) was een Britse motorcoureur die in 1960 aan de gevolgen van een val tijdens de 350cc-klasse van de Dutch TT, op het Circuit van Assen, overleed. De mogelijke oorzaak zou een vastgelopen motor van zijn AJS Boy Racer zijn.
Ferbrache was goed bevriend met Phil Read. Read kocht zijn eerste Norton Manx van Ferbrache.
In de Tweede Wereldoorlog was Ferbrache staartschutter bij de Royal Air Force.